# Tregurà de Dalt
Tregurà de Dalt és un nucli de població del municipi ripollès de Vilallonga de Ter. Situat a 1.425 m d'altitud, el 1996 tenia 30 habitants.
En el nucli hi ha l'església romànica Sant Julià de Tregurà que venera sant Julià de Toledo.

## Galeria

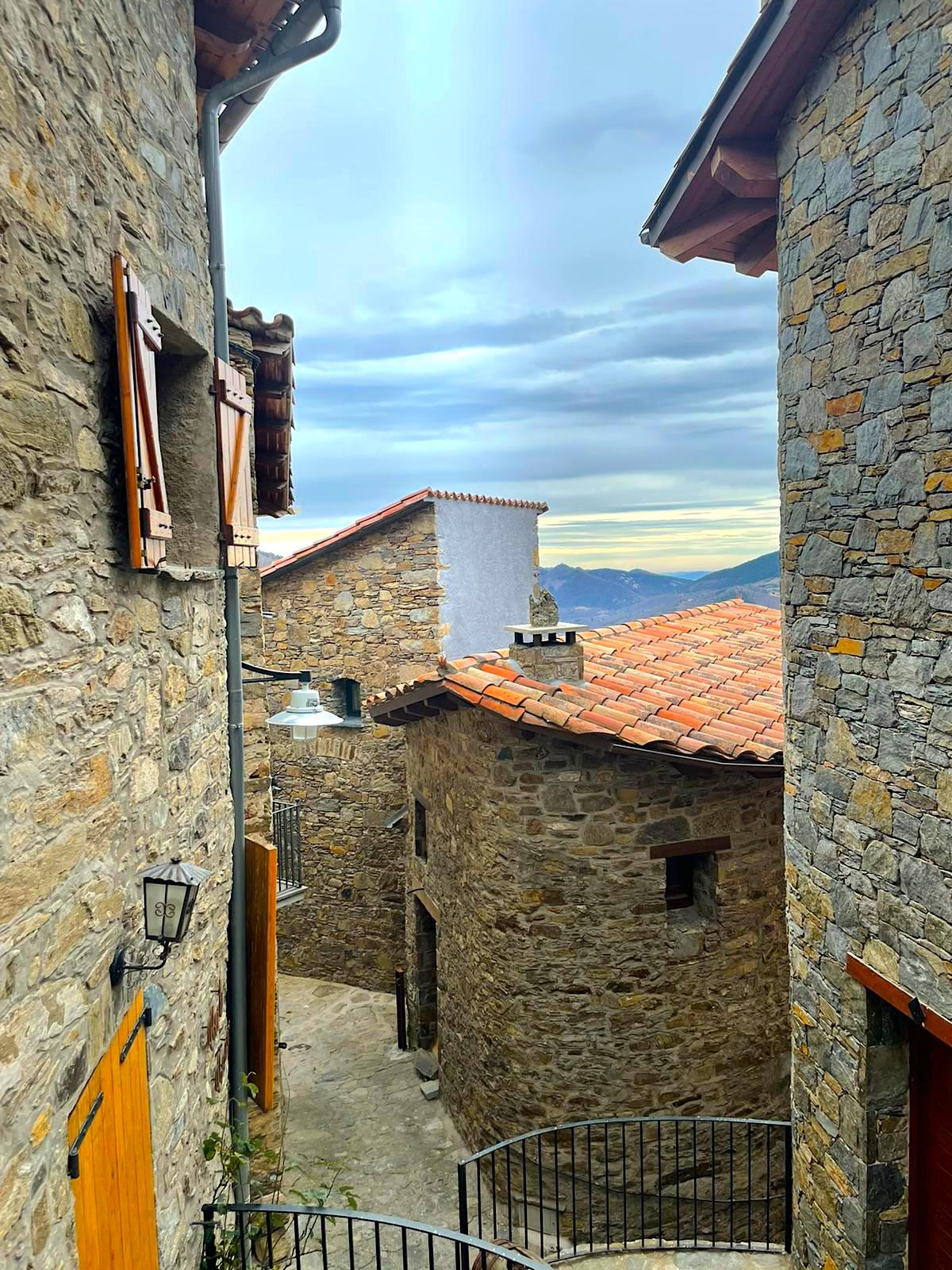
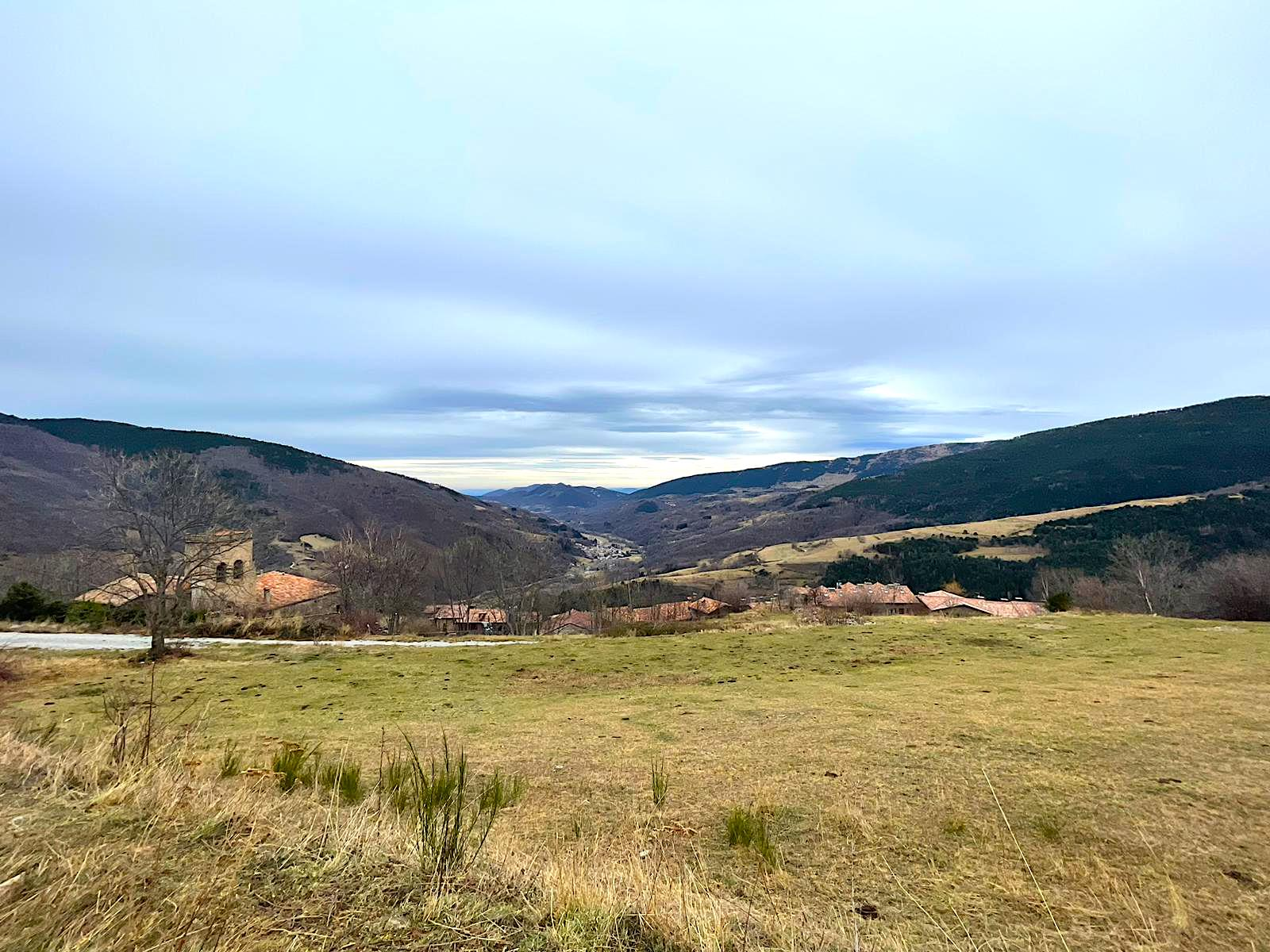
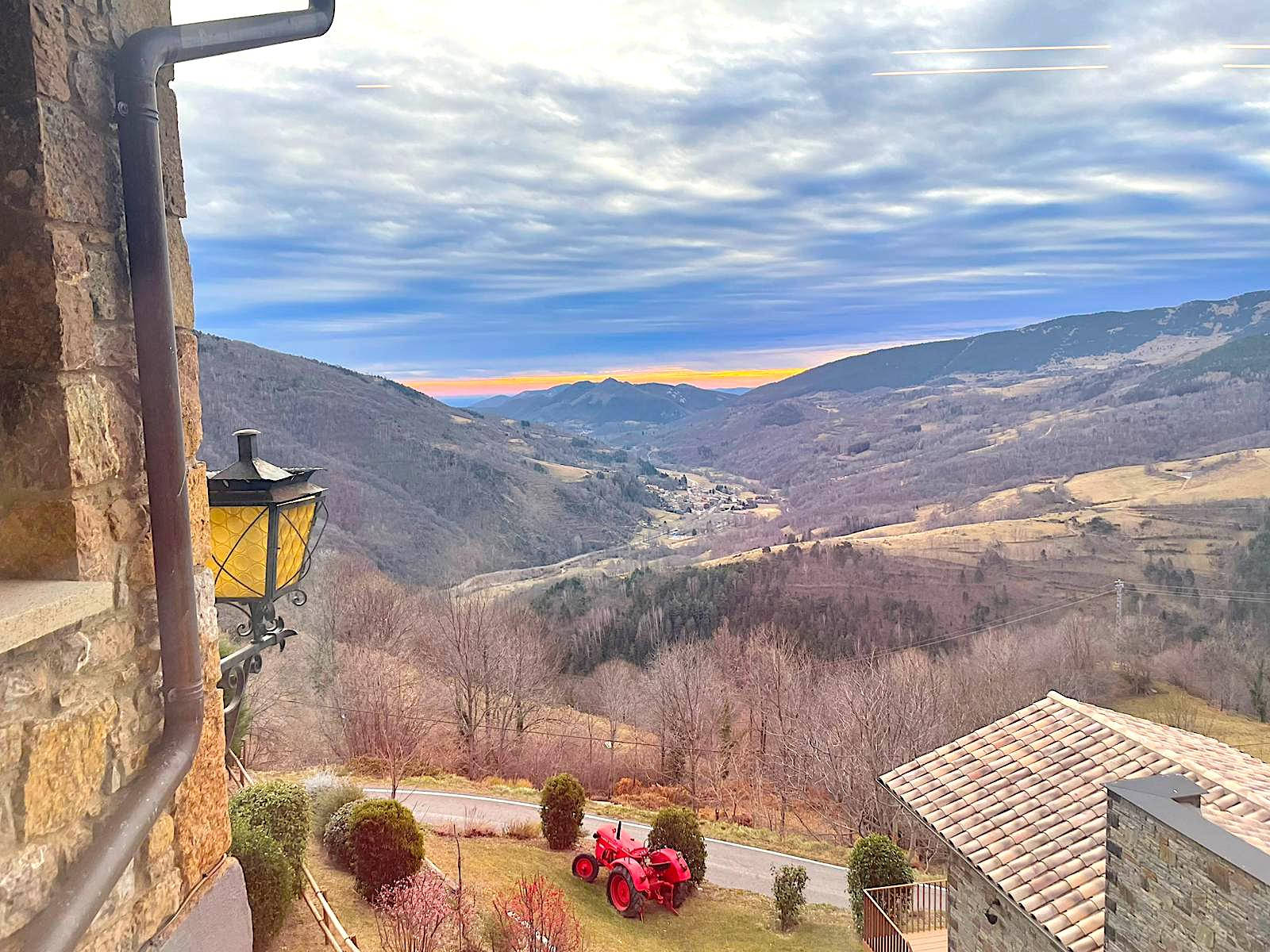